# 球溪镇
球溪镇，是中华人民共和国四川省内江市资中县下辖的一个乡镇级行政单位。

## 行政区划
球溪镇下辖以下地区：
和平街社区、交通街社区、顺江街社区、泉江社区、田布沟村、双堰塘村、大佛沟村、插花坪村、何家沟村、马鞍山村、太和桥村、松山坪村、小黑山子村、张家桥村、五里沟村、甑子坝村、大黑山子村、黄沙坡村、太平嘴村、雷打坡村、大树坳村、高坳村、尖山子村、翠流村、团柏村、高店子村、牌坊沟村、叶家山村、九廉寺村、界牌村、庙儿山村、鸡公山村和油房湾村。